# Jatropha stigmatosa
Jatropha stigmatosa är en törelväxtart som beskrevs av Ferdinand Albin Pax och Käthe Hoffmann. Jatropha stigmatosa ingår i släktet Jatropha och familjen törelväxter. Inga underarter finns listade i Catalogue of Life.